# Spurr (kráter)

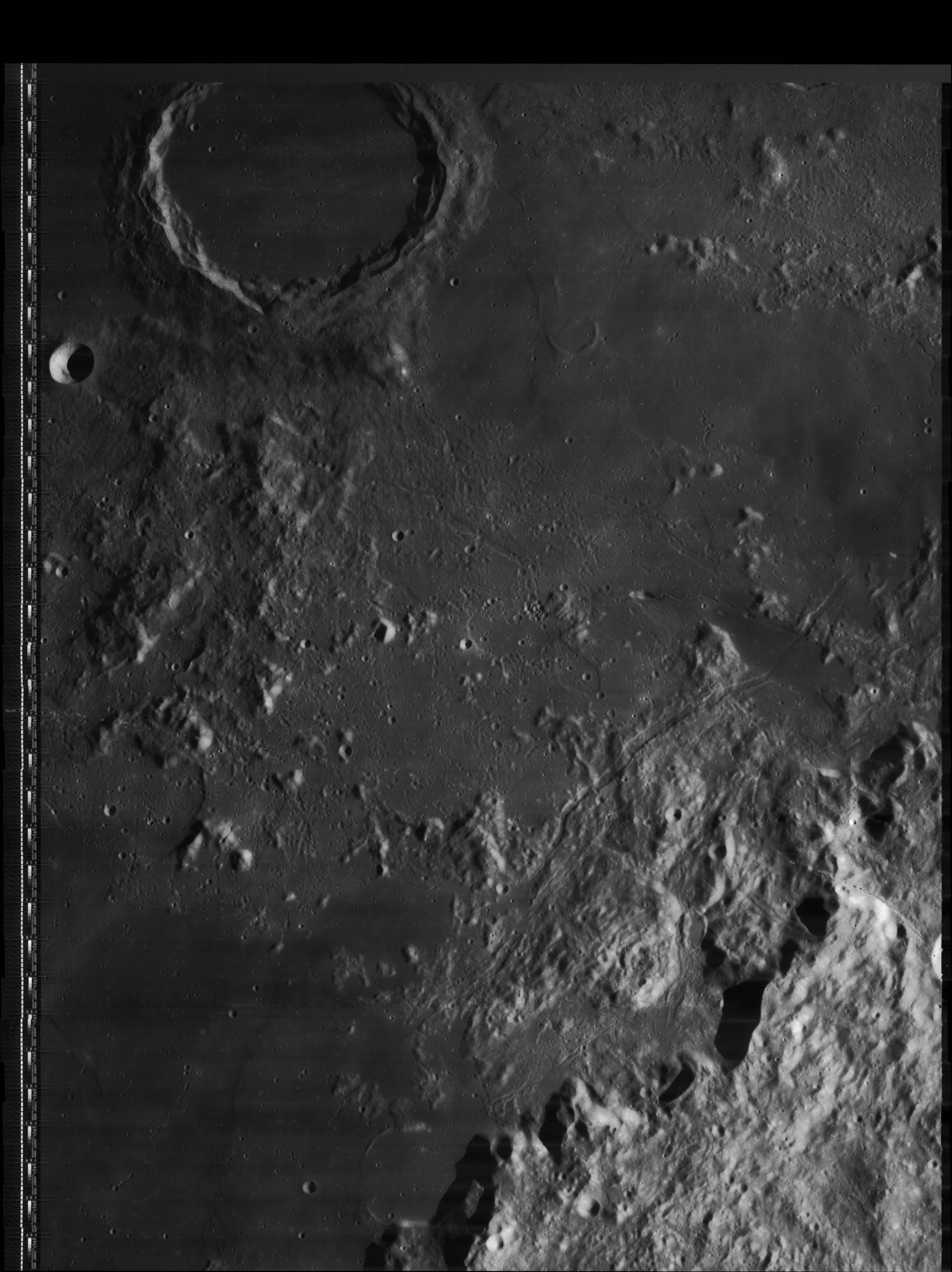
Velký kráter nahoře je Archimedes, nevýrazná skvrna jihovýchodně od něj v Palus Putredinis (šedá plocha) je kráter Spurr.

Názvem Spurr je pojmenován zbytek lávou zatopeného měsíčního kráteru nacházející se v oblasti Palus Putredinis (Bažina hniloby) jihovýchodně od výrazného kráteru Archimedes poblíž nultého poledníku na přivrácené straně Měsíce. Má průměr 13 km, pojmenován je podle amerického geologa Josiaha E. Spurra. Než jej v roce 1973 Mezinárodní astronomická unie přejmenovala na současný název, nesl kráter označení Archimedes K.
Jižně od něj se táhnou brázdy Rimae Archimedes. Severovýchodně leží kráter Autolycus.